# Église Sainte-Marie-Madeleine de Neuilly-en-Donjon
L'église Sainte-Marie-Madeleine est une église catholique située à Neuilly-en-Donjon, en France.

## Localisation
L'église est située à l'est du département français de l'Allier, sur la commune de Neuilly-en-Donjon, dans la région appelée les Basses Marches du Bourbonnais.
Elle se trouve dans le bourg, au sommet d'une colline, autour de laquelle les maisons se sont construites au fil des siècles.

## Historique

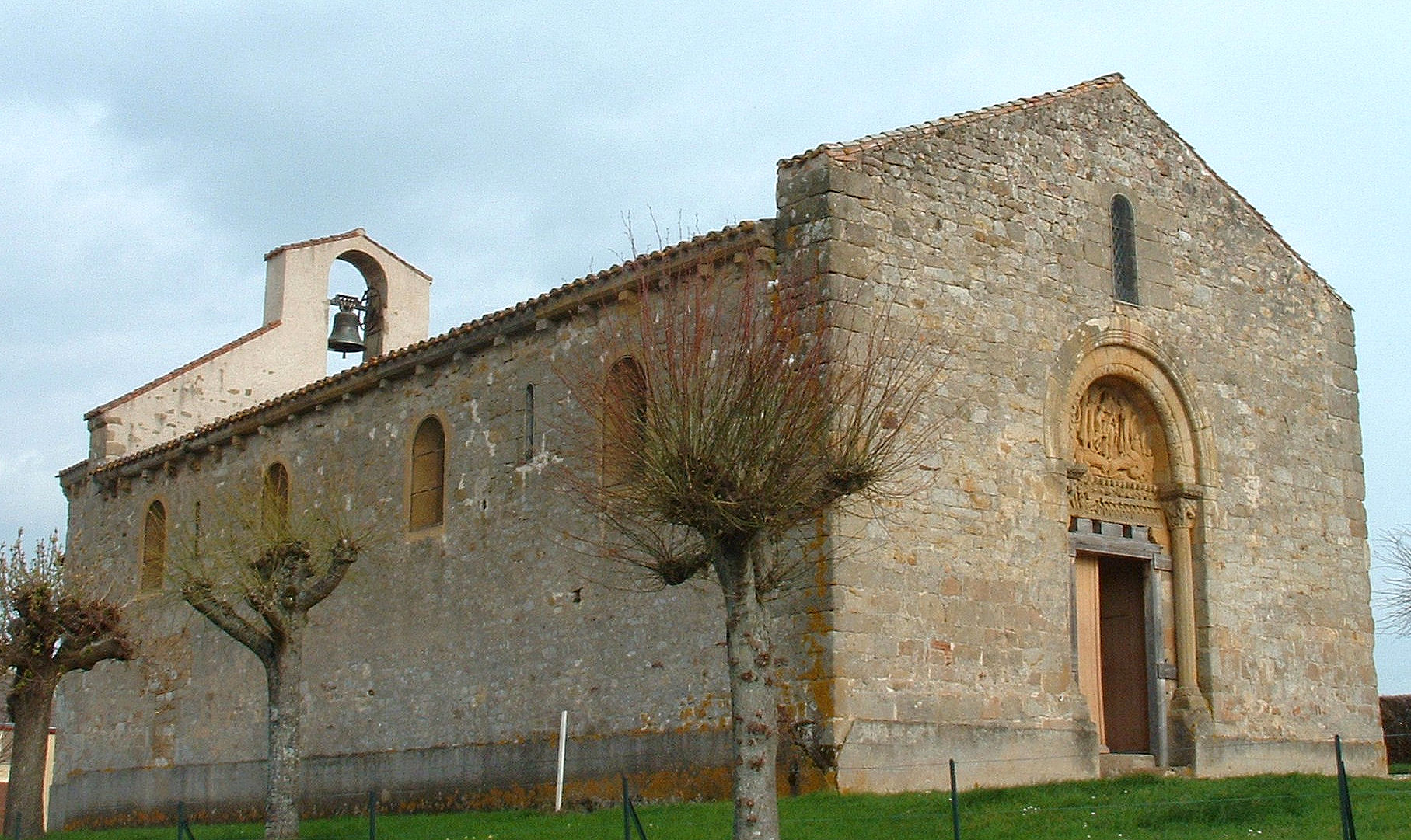
Église Sainte-Marie-Madeleine avant ses derniers travaux de rénovation.

L'église de Neuilly-en-Donjon est mentionnée pour la 1re fois dans un pouillé du diocèse d'Autun, antérieur à 1312, comme paroisse placée sous le patronage du prieuré de Marcigny (Saône-et-Loire). On peut en déduire que l'église dépendait depuis l'époque des religieuses de Marcigny.
Le fait qu'elle ne figure pas dans le cartulaire de Marcigny pourrait suggérer qu'il n'existait pas d'église à Neuilly avant le second quart du XIIe siècle.
L'édifice est classé au titre des monuments historiques en 1944.
D'importants travaux de rénovation (toiture, charpente, façade occidentale, portail) ont été entrepris entre 2008 et 2010. Ils ont été à la charge de la commune de Neuilly-en-Donjon, petit village de 230 habitants. Un mécène américain a permis alors de payer la partie communale, très importante.

## Description
L'église de Neuilly-en-Donjon est un édifice simple, sur un plan rectangulaire avec une toiture à deux pentes, surmonté d'un clocher en bâtière. La façade occidentale est constituée d'un mur avec fronton triangulaire, d'une fenêtre de type roman dans sa partie haute et d'un portail finement taillé, unique dans toute la région et en Brionnais, dont les églises ont été influencées par Cluny.
Elle est construite avec des blocs irréguliers de grès et quelques blocs de micro-granites disposés en assises noyées dans un épais mortier : seules les angles et les parties basses de la façade comportent de grands blocs de grès taillés.
L'intérieur de l'édifice ne présente aucun motif architectural particulier. Il est composé d'une abside voûtée en forme de cul-de-four, d'une travée droite de chœur voûtée d'un berceau, qui ont été récemment enduits (2010).
La nef unique possède une magnifique charpente découverte. Au XIXe siècle, une voûte en plâtre la surmontait, ce qui provoqua la perte des fenêtres romanes, remplacées par de larges baies ouvertes. Actuellement, toutes les fenêtres sont visibles

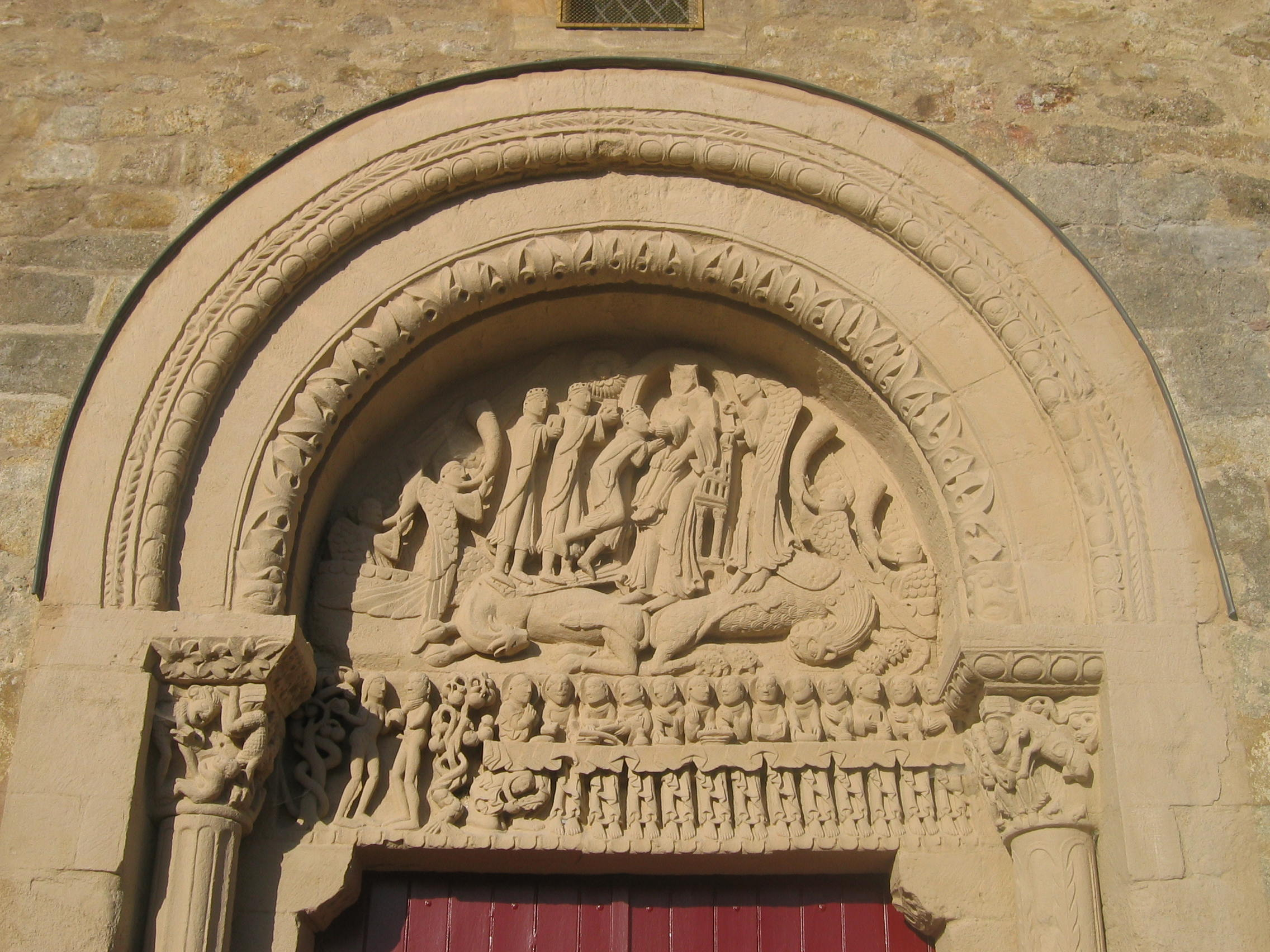
Portail de l'église de Neuilly-en-Donjon.

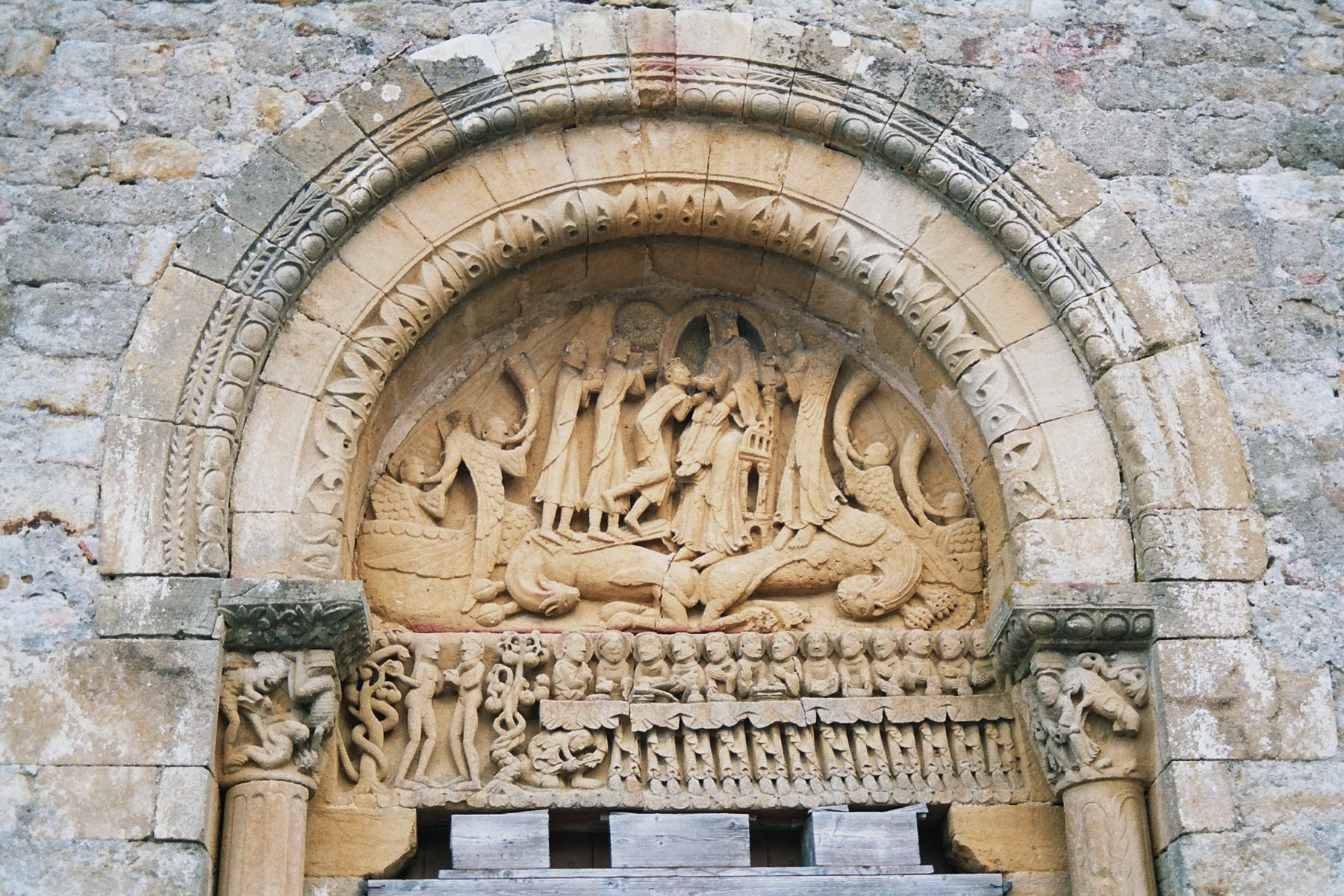
Portail en 2006 avant les dernières rénovations.

## Le portail
Deux voussures forment l'arc. Le décor ornemental et végétal est d'une grande finesse. La rangée de palmettes de la voussure intérieure sort de la gueule d'un monstre sculptée juste au-dessus des tailloirs. La voussure supérieure est également garnie des mêmes motifs.
Un moulage à l'échelle 1 du tympan et du linteau est exposé à la Cité de l'architecture et du patrimoine, réalisé par Georges Latapie et entré dans les collections du musée des Monuments français en 1955.

### Le tympan

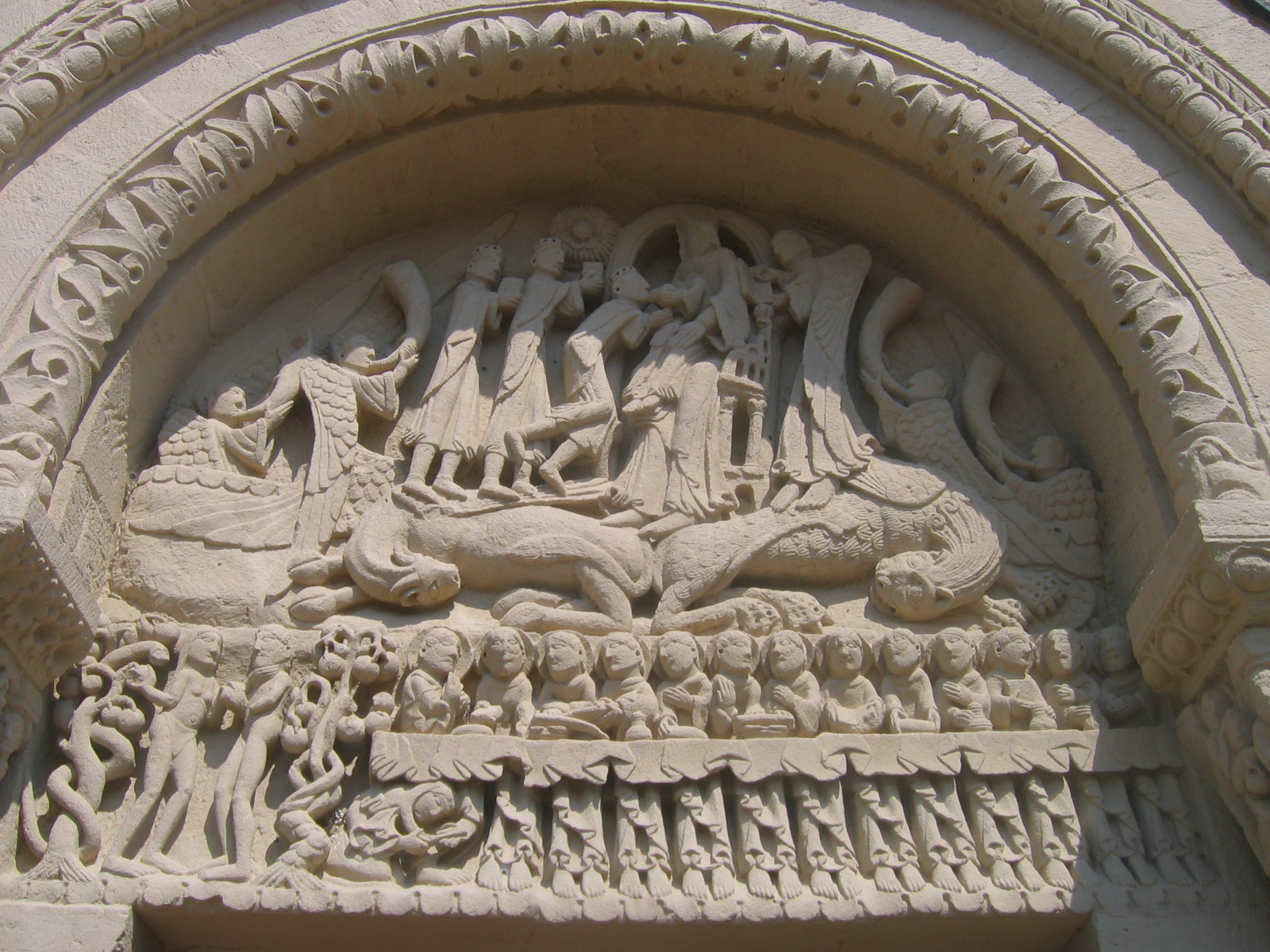
Tympan et linteau de l'église de Neuilly-en-Donjon.

Le tympan représente la scène de l'Épiphanie. La marche des Rois Mages est orchestrée par des anges qui sonnent de l'olifant : les quatre figures ailées pourraient représenter les anges qui retiennent les 4 vents aux 4 coins du monde mentionnés dans l'Apocalypse selon Jean, 7, 1 "Après cela, j’ai vu quatre anges debout aux quatre coins de la terre, maîtrisant les quatre vents de la terre, pour empêcher le vent de souffler sur la terre, sur la mer et sur tous les arbres", mais les trompettes évoquent plutôt l'appocalypse selon Matthieu, 24, 31 : "Il enverra ses anges avec une trompette retentissante, et ils rassembleront ses élus des quatre coins du monde, d’une extrémité des cieux jusqu’à l’autre", d'autant que dans le même chapitre se trouve l'annonce de la seconde parousie du Christ, Mat. 24, 3 : "Puis, comme il s’était assis au mont des Oliviers, les disciples s’approchèrent de lui à l’écart pour lui demander : « Dis-nous quand cela arrivera, et quel sera le signe de ta venue et de la fin du monde. »", qui fait écho à l'étoile, "signe" de la première parousie, figurée sur le tympan de Neuilly en Donjon. On aurait donc ici une représentation un abrégé de  l'histoire du Salut.
La Vierge Marie, assise sur son trône, tient Jésus sur ses genoux. Les Rois Mages, guidés par l'étoile qui les surmonte, apportent leurs offrandes (l'or, la myrrhe et l'encens). Les pieds des Rois et de la Vierge reposent sur le dos de deux grands animaux ailés, un lion et un taureau. Que certains interprètent comme  les symboles des évangélistes saint Marc et saint Luc. On peut regretter la mutilation des visages de Marie et Jésus (due soit à des pillages soit aux effets du temps).
Un homme ailé placé derrière le trône de la Vierge Marie. Il ne sonne pas du cor et tient un livre de la main gauche et un crayon de la droite. Deux interprétations existent à son sujet :
- la première identifie cet homme comme saint Matthieu, parce que son évangile commence par la généalogie de Jésus. Il est probable que le sculpteur a représenté l'évangéliste sous l'aspect d'un ange pour garder à l'œuvre toute son allure.
- la deuxième interprétation montre qu'il s'agirait de l'ange qui apparaît souvent dans les représentations de l'Adoration comme le "guide" des Mages. Il indiquerait la Mère et l'Enfant aux Mages. Toutefois, le geste de sa main pointe clairement vers la page de son livre ce qui accrédite plutôt la première hypothèse.

Toutefois, si l'on considère cette interprétation du lion, du bœuf et de l'homme ailé comme trois éléments du tétramorphe, alors se pose le problème de l'absence de l'aigle de saint Jean. Il est peu probable que son absence soit due au faite que les Mages aient pu "prendre sa place". Il n'apparaît pas en arrière-plan des deux anges sonnant du cor à gauche du tympan dont les ailes sont dressées à la verticale selon un principe de perspective inversée courante au Moyen Âge.
Il est donc à considérer une autre possibilité de lecture. Si l'homme ailé placé derrière la scène de l'adoration est en effet très probablement  une évocation du seul des quatre évangiles canoniques à relater cet épisode, le lion et le bœuf renvoient en revanche très certainement à un autre texte. Il est tentant d'y voir une référence à la prophétie d'Isaïe, 65, 25 : "Le loup et l'agneau paîtront ensemble, et le lion mangera de la paille comme le boeuf". En effet, dans ce même livre, il annonce aussi la venue du Messie Is. 65, 9 : "je ferai sortir de Jacob une descendance, et de Juda quelqu’un qui possédera mes montagnes". Mais il est vrai que si l'on suit cette lecture, les ailes sont un attribut surprenant. On peut les expliquer de plusieurs façons. Il peut tout d'abord s'agir d'une volonté d'uniformiser le traitement des figures sur le tympan, dont la majorité est pourvue d'ailes. Il peut aussi s'agir d'une interprétation synoptique qui renvoie autant aux évangélistes qu'à la prophétie d'Isaïe, selon une lecture typologique. Enfin, il peut aussi s'agir d'un moyen de placer touts les éléments exogènes à la scène de l'adoration des mages (anges et animaux) dans le domaine de l'analogie : comme dés éléments relevant du domaine céleste. De fait l'annulation de la prédation annoncée dans la Vision d'Isaïe illustre un retour à l'état de Grâce à la fin des temps, rendu possible par le rachat de la faute par le sacrifice du Christ, lui-même rendu possible par son incarnation.
Une dernière source possible pour l'interprétation de cette iconographie est l'évangile apocryphe du Pseudo-Matthieu, XIX, qui mentionne le fameux verset d'Isaïe sur le lion et le bœuf de la fuite en Égypte qui suit directement l'épisode de l'Adoration des mages dans le récits évangélique : "Et de même les lions et les léopards l'adoraient et les accompagnaient dans le désert ; partout où Marie et Joseph allaient, ils les précédaient, montrant la route et, inclinant la tête, ils adoraient Jésus. Mais le premier jour où Marie vit des lions autour d'elle et toutes sortes de fauves, elle eut une grande frayeur. Mais l'enfant Jésus, la regardant le visage tout éclairé de joie lui dit : "Ne craignez pas, Mère ; car ce n'est point pour vous faire du mal mais pour vous servir qu'ils s'empressent autour de vous." Et, par ces paroles, il dissipa toute frayeur de leur cœur. Les lions faisaient route avec eux, et avec les bœufs, les ânes et les bêtes de somme qui portaient leurs bagages, et ils ne leur faisaient aucun mal ; mais ils étaient pleins de douceur parmi les brebis et les béliers, que Joseph avait amenés de Judée, et même, ils les gardaient avec lui. et ceux-ci marchaient au milieu des loups, et ils ne craignaient rien et nul n'éprouvait de mal. Ainsi s'accomplit ce qui avait été dit par le prophète Isaïe : "Les loups paîtront avec les agneaux, le lion et le boeuf mangeront ensemble du fourrage." Car il y avait deux bœufs et un chariot pour transporter les objets usuels et c'étaient les lions qui les gardaient sur leur route".
Bien entendu, c'est le croisement de toutes ces sources qui inspire la lecture de ce tympan dont le thème principal est le Salut apporté par le Christ à tous les hommes qui le reconnaitront pour le Fils de l'Homme, comme les mages, et qui seront ainsi sauvé lors du Jugement. L'ensemble offrent un raccourci magistrale de l'économie du Salut. Il fait par ailleurs écho au Mystère eucharistique représenté par la Scène figurée sur le linteau qui, par sa présence annonce la mort du christ. Ainsi, Le tympan avec la Nativité et le linteau avec la Passion offre un second raccourci mais cette fois de la vie terrestre du Christ. La rédemption par la pénitence est à nouveau évoquée par la figure de la Madeleine oignant les pieds du Christ, empruntée non pas à la Scène mais au repas chez Simon (Lc 7, 36-50). Ainsi, le Péché originel, figé sur le linteau, est racheté à la fois par la Nouvelle Eve qu'est la Vierge, mais aussi par l'exemple de la Madeleine qui montre l'exemple aux pécheurs.

### Le linteau
Il prend place sous le tympan et semble relier les chapiteaux entre eux. Le bloc est coupé maladroitement à ces deux extrémités par les tailloirs et les chapiteaux.
Adam et Ève occupent le quart du linteau. Les deux protagonistes se situent entre les deux arbres de la Connaissance et de la Vie. Ève répond aux sollicitations du Démon symbolisé par le serpent et propose à Adam de goûter le fruit défendu. Celui-ci semble réfléchir en croisant les bras, le menton reposant dans la main droite.
La partie droite du linteau est occupée par la Cène, dernier repas de Jésus entouré du collège apostolique ici au complet. Mais c'est une iconographie double puisque la Cène a été ajouté un éléments emprunté au repas chez Simon relaté en l'évangile selon Luc, 7, 36-50) où Marie-Madeleine, patronne de l'église, s'agenouillant pour laver les pieds du Christ, les essuyant avec ses cheveux.

### Les chapiteaux

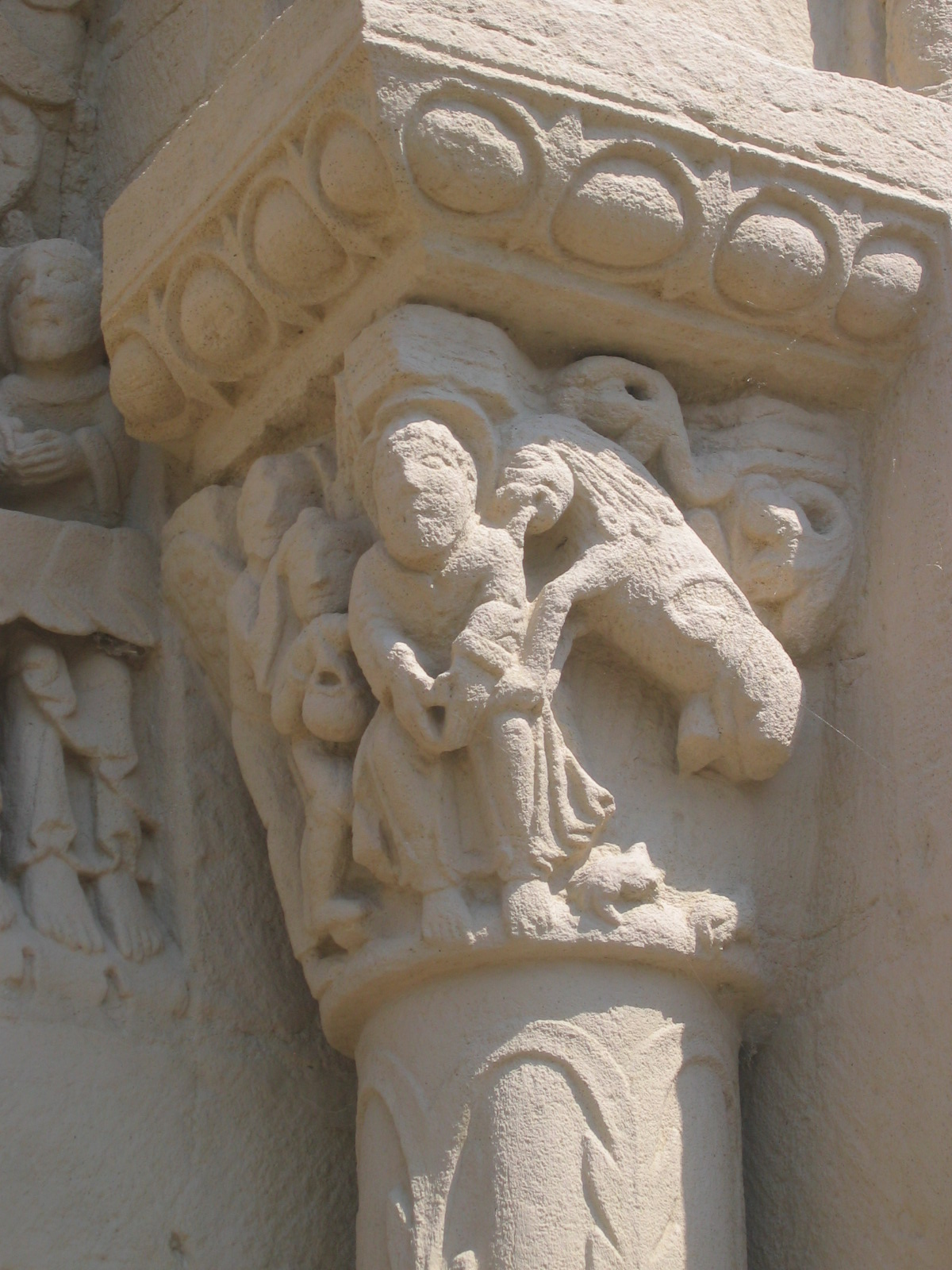
Chapiteau méridional.

Le chapiteau septentrional, à gauche quand vous entrez, est assez mystérieux.

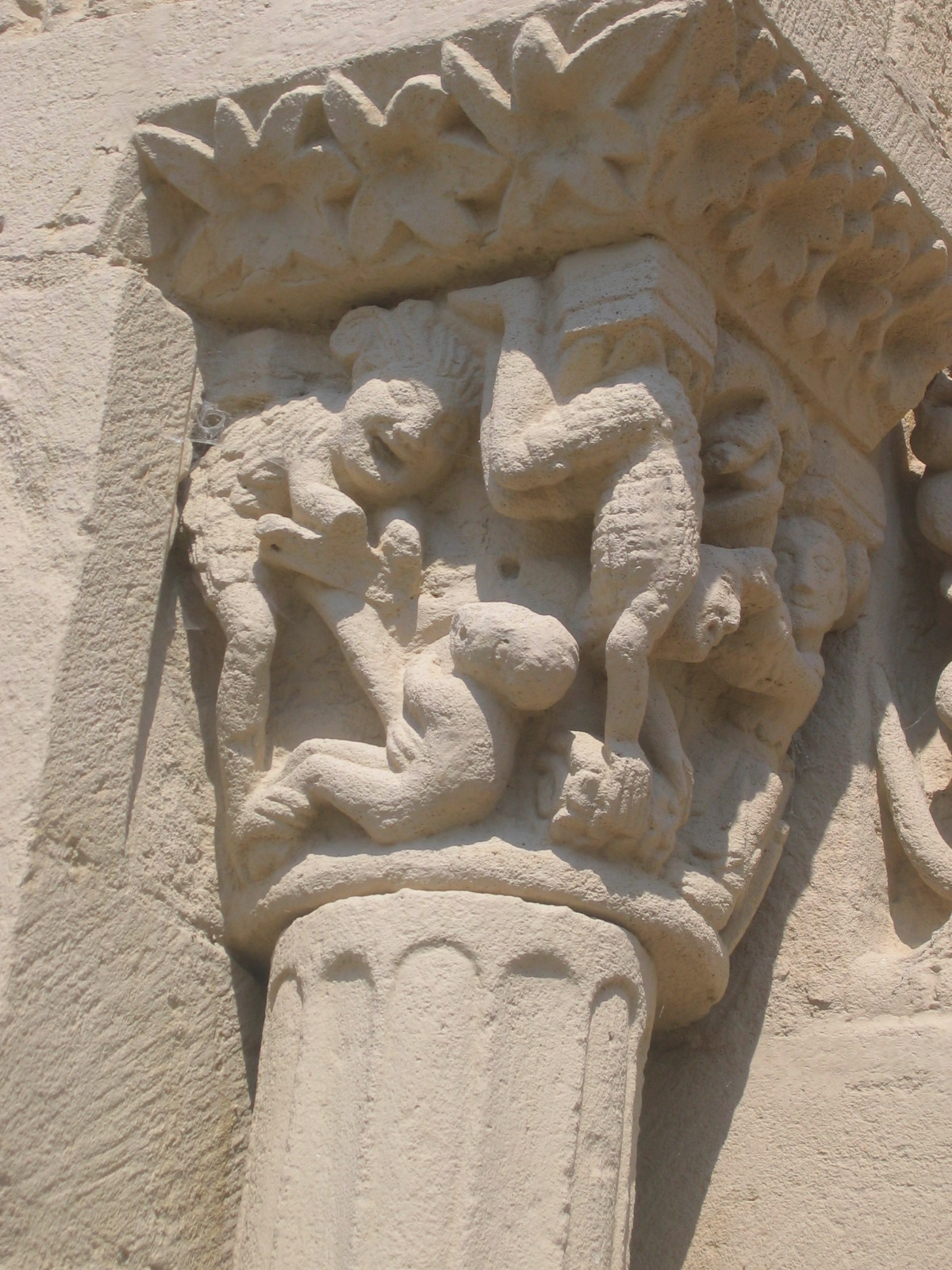
Chapiteau septentrional.

Sur sa face extérieure le démon bouche ouverte, piétine et tire le bras d'un damné nu couché à terre.
Sur la face intérieure, un personnage nimbé, assis sur une chaise dont on distingue les montant, et revêtu d'une robe à ceinture, tient par les cheveux un homme semble tomber ou ramasser un objet cylindrique et ocellé posé au sol. Il a la tête en bas et le personnage nimbé semble s'apprêter à le frapper ou le poignarder. Il est possible qu'il s'agisse là de la représentation d'un des miracles attribué à la Madeleine qui ont fait l'objet de plusieurs compilations médiévale comme celle de Jean Gobi l'ancien.
Le chapiteau de droite revêt une signification très claire. Il représente Daniel dans la fosse aux lions. Sur sa face gauche, le prophète Habacuc le ravitaille, porté dans l'arène par un ange qui le tient par les cheveux. Le lion fait acte de soumission.